# 武蔵野市立第一中学校
武蔵野市立第一中学校（むさしのしりつ だいいちちゅうがっこう）は、東京都武蔵野市中町にある公立中学校。
1947年（昭和22年）4月、東京都北多摩郡武蔵野町立武蔵野第一中学校として設立。同年5月10日開校。同年11月3日に市制施行により現在の校名となる。

## 所在地・アクセス
- 住所：東京都武蔵野市中町3丁目9番5号

## 著名な出身者
- 児島美ゆき（女優、歌手）
- 林裕幸（社会人野球選手・監督）
- 森下洋子（バレリーナ）

## 武蔵野市内のその他の公立中学校
- 武蔵野市立第二中学校（桜堤）
- 武蔵野市立第三中学校（吉祥寺東町）
- 武蔵野市立第四中学校（吉祥寺北町）
- 武蔵野市立第五中学校（関前）
- 武蔵野市立第六中学校（境）